# 沙拉 (马耳他)
沙拉，是马耳他的市镇，位于戈佐岛中北部，岛首府維多利亞东北方向。市镇面积为7.6平方公里，2014年人口数量为4,886人，为戈佐岛上人口第二多的市镇。
沙拉为戈佐岛上最早有人定居的地方之一，为最早建于公元前3600年的季甘蒂亞神廟所在地。